# Copa Asiática 2004
La XIII Copa Asiática de fútbol se llevó a cabo entre el 17 de julio y el 7 de agosto de 2004 en la República Popular China. El torneo fue organizado por la Confederación Asiática de Fútbol.
El ganador fue Japón, que venció 3-1 al anfitrión China.

## Equipos participantes
En cursiva, equipos debutantes.
| Equipos participantes | Equipos participantes  | Equipos participantes | Equipos participantes |
| --------------------- | ---------------------- | --------------------- | --------------------- |
| Arabia Saudita        | Corea del Sur          | Irán                  | Tailandia             |
| Baréin                | Emiratos Árabes Unidos | Japón                 | Omán                  |
| Catar                 | Indonesia              | Jordania              | Turkmenistán          |
| China                 | Irak                   | Kuwait                | Uzbekistán            |

## Sedes
| Pekín                       | Chongqing                    | Jinan             | Chengdu                    |
| --------------------------- | ---------------------------- | ----------------- | -------------------------- |
| Estadio de los Trabajadores | Centro de Deportes Olímpicos | Centro Deportivo  | Estadio Sichuan Longquanyi |
| Capacidad: 68,000           | Capacidad: 58,600            | Capacidad: 45,000 | Capacidad: 27,000          |
|                             |                              |                   |                            |

## Árbitros
Centrales
- Mark Shield
- Abdul Rahman Al-Delawar
- Coffi Codjia
- Lu Jun
- Masoud Moradi
- Toru Kamikawa
- Kwon Jong-chul
- Saad Kamil Al-Fadhli
- Talaat Najm
- Subkhiddin Mohd Salleh
- Naser Al-Hamdan
- Shamsul Maidin
- Mohammed Kousa
- Chaiwat Kunsata
- Fareed Al-Marzouqi
- Ravshan Irmatov

Asistentes
- Nathan Gibson
- Mahbubur Mahbub
- Liu Tiejun
- Yau Tak Lee
- Sankar Komaleeswaran
- Aries Soetomo
- Khalil Ibrahim Abbas
- Fathi Arabati
- Mohamed Saeed
- Ali Ahmed Al Qasimi
- Fayez Al Basha
- Ali Al Khalifi
- Chandrajith Marasinghe
- Bengech Allaberdyev
- Taoufik Adjengui
- The Toan Truong

## Resultados

### Primera fase
- Los horarios corresponden a la hora estándar de China (CST) UTC+08:00
- Leyenda: Pts: Puntos; PJ: Partidos jugados; PG: Partidos ganados; PE: Partidos empatados; PP: Partidos perdidos; GF: Goles a favor; GC: Goles en contra; Dif: Diferencia de goles.

#### Grupo A
| Pos. | Equipo    | Pts. | PJ | G | E | P | GF | GC | Dif. | Clasificación |
| ---- | --------- | ---- | -- | - | - | - | -- | -- | ---- | ------------- |
| 1    | China (H) | 7    | 3  | 2 | 1 | 0 | 8  | 2  | +6   | Segunda Fase  |
| 2    | Baréin    | 5    | 3  | 1 | 2 | 0 | 6  | 4  | +2   | Segunda Fase  |
| 3    | Indonesia | 3    | 3  | 1 | 0 | 2 | 3  | 9  | −6   |               |
| 4    | Catar     | 1    | 3  | 0 | 1 | 2 | 2  | 4  | −2   |               |

 Fuente: RSSSF
| 17 de julio de 2004 | China                               | 2:2 (0:1) | Baréin               | Estadio de los Trabajadores, Pekín                                               |                                                                                  |
|                     | Zheng Zhi 58' (pen.) · Li Jinyu 66' |           | Hubail 41' · Ali 89' | Asistencia: 40.000 espectadores Árbitro(s): Mohammed Subkhiddin Salleh (Malasia) | Asistencia: 40.000 espectadores Árbitro(s): Mohammed Subkhiddin Salleh (Malasia) |

| 18 de julio de 2004 | Catar       | 1:2 (0:1) | Indonesia                   | Estadio de los Trabajadores, Pekín                              |                                                                 |
|                     | Mohamed 83' |           | Sudarsono 26' · Astaman 48' | Asistencia: 5.000 espectadores Árbitro(s): Masoud Moradi (Irán) | Asistencia: 5.000 espectadores Árbitro(s): Masoud Moradi (Irán) |

| 21 de julio de 2004 | Baréin       | 1:1 (0:0) | Catar            | Estadio de los Trabajadores, Pekín                                |                                                                   |
|                     | Hubail 90+1' |           | Risik 59' (pen.) | Asistencia: 48.000 espectadores Árbitro(s): Toru Kamikawa (Japón) | Asistencia: 48.000 espectadores Árbitro(s): Toru Kamikawa (Japón) |

| 21 de julio de 2004 | China                                                           | 5:0 (2:0) | Indonesia | Estadio de los Trabajadores, Pekín                      |                                                         |
|                     | Shao Jiayi 25', 66' · Hao Haidong 40' · Li Ming 51' · Li Yi 80' |           |           | Asistencia: 48 000 espectadores Árbitro(s): Talaat Najm | Asistencia: 48 000 espectadores Árbitro(s): Talaat Najm |

| 25 de julio de 2004 | Baréin                               | 3:1 (1:0) | Indonesia | Centro Deportivo, Jinan                                          |                                                                  |
|                     | Ali 43' · A. Hubail 57' · Yousef 82' |           | Aiboy 75' | Asistencia: 20.000 espectadores Árbitro(s): Coffi Codija (Benín) | Asistencia: 20.000 espectadores Árbitro(s): Coffi Codija (Benín) |

| 25 de julio de 2004 | China          | 1:0 (0:0) | Catar | Estadio de los Trabajadores, Pekín                               |                                                                  |
|                     | Xu Yunlong 77' |           |       | Asistencia: 60.000 espectadores Árbitro(s): Masoud Moradi (Irán) | Asistencia: 60.000 espectadores Árbitro(s): Masoud Moradi (Irán) |

#### Grupo B
| Pos. | Equipo                 | Pts. | PJ | G | E | P | GF | GC | Dif. | Clasificación |
| ---- | ---------------------- | ---- | -- | - | - | - | -- | -- | ---- | ------------- |
| 1    | Corea del Sur          | 7    | 3  | 2 | 1 | 0 | 6  | 0  | +6   | Segunda Fase  |
| 2    | Jordania               | 5    | 3  | 1 | 2 | 0 | 2  | 0  | +2   | Segunda Fase  |
| 3    | Kuwait                 | 3    | 3  | 1 | 0 | 2 | 3  | 7  | −4   |               |
| 4    | Emiratos Árabes Unidos | 1    | 3  | 0 | 1 | 2 | 1  | 5  | −4   |               |

 Fuente: RSSSF
| 19 de julio de 2004 | Corea del Sur | 0:0 | Jordania | Centro Deportivo, Jinan                                    |  |
|                     |               |     |          | Asistencia: 26 000 espectadores Árbitro(s): Shamsul Maidin |  |

| 19 de julio de 2004 | Kuwait                                  | 3:1 (3:0) | Emiratos Árabes Unidos | Centro Deportivo, Jinan                                                      |                                                                              |
|                     | Abdullah 24' · Al-Mutwa 39' (pen.), 45' |           | Rashid 47'             | Asistencia: 31.250 espectadores Árbitro(s): Naser Al-Hamdan (Arabia Saudita) | Asistencia: 31.250 espectadores Árbitro(s): Naser Al-Hamdan (Arabia Saudita) |

| 23 de julio de 2004 | Jordania                     | 2:0 (0:0) | Kuwait | Centro Deportivo, Jinan                                    |                                                            |
|                     | Sa'ed 90+2' · Al-Zboun 90+3' |           |        | Asistencia: 28.000 espectadores Árbitro(s): Lu Jun (China) | Asistencia: 28.000 espectadores Árbitro(s): Lu Jun (China) |

| 23 de julio de 2004 | Emiratos Árabes Unidos | 0:2: (0:1) | Corea del Sur                           | Centro Deportivo, Jinan                                                  |                                                                          |
|                     |                        |            | Lee Dong-Gook 41' · Ahn Jung-hwan 90+1' | Asistencia: 30.000 espectadores Árbitro(s): Ravshan Irmatov (Uzbekistán) | Asistencia: 30.000 espectadores Árbitro(s): Ravshan Irmatov (Uzbekistán) |

| 27 de julio de 2004 | Corea del Sur                                                 | 4:0 (3:0) | Kuwait | Centro Deportivo, Jinan                                    |                                                            |
|                     | Lee Dong-gook 25', 41' · Cha Doo-ri 45+1' · Ahn Jung-hwan 75' |           |        | Asistencia: 15 000 espectadores Árbitro(s): Shamsul Maidin | Asistencia: 15 000 espectadores Árbitro(s): Shamsul Maidin |

| 27 de julio de 2004 | Jordania | 0:0 | Emiratos Árabes Unidos | Estadio de los Trabajadores, Pekín                      |  |
|                     |          |     |                        | Asistencia: 25 000 espectadores Árbitro(s): Talaat Najm |  |

#### Grupo C
| Pos. | Equipo         | Pts. | PJ | G | E | P | GF | GC | Dif. | Clasificación |
| ---- | -------------- | ---- | -- | - | - | - | -- | -- | ---- | ------------- |
| 1    | Uzbekistán     | 9    | 3  | 3 | 0 | 0 | 3  | 0  | +3   | Segunda Fase  |
| 2    | Irak           | 6    | 3  | 2 | 0 | 1 | 5  | 4  | +1   | Segunda Fase  |
| 3    | Turkmenistán   | 1    | 3  | 0 | 1 | 2 | 4  | 6  | −2   |               |
| 4    | Arabia Saudita | 1    | 3  | 0 | 1 | 2 | 3  | 5  | −2   |               |

 Fuente: RSSSF
| 18 de julio de 2004 | Arabia Saudita             | 2:2 (1:1) | Turkmenistán                   | Estadio Sichuan Longquanyi, Chengdu                                     |                                                                         |
|                     | Al-Qahthani 9' (pen.), 59' |           | N. Baymarov 6' · Kuliyev 90+3' | Asistencia: 12.400 espectadores Árbitro(s): Chaiwat Kunsata (Tailandia) | Asistencia: 12.400 espectadores Árbitro(s): Chaiwat Kunsata (Tailandia) |

| 18 de julio de 2004 | Irak | 0:1 (0:1) | Uzbekistán  | Estadio Sichuan Longquanyi, Chengdu                                        |                                                                            |
|                     |      |           | Kasimov 21' | Asistencia: 12.400 espectadores Árbitro(s): Kwon Jong-Chul (Corea del Sur) | Asistencia: 12.400 espectadores Árbitro(s): Kwon Jong-Chul (Corea del Sur) |

| 22 de julio de 2004 | Turkmenistán                  | 2:3 (1:1) | Irak                                  | Estadio Sichuan Longquanyi, Chengdu                              |                                                                  |
|                     | V. Baymarov 14' · Kuliyev 85' |           | Mohammed 12' · Farhan 80' · Munir 88' | Asistencia: 22 000 espectadores Árbitro(s): Saad Kamil Al-Fadhli | Asistencia: 22 000 espectadores Árbitro(s): Saad Kamil Al-Fadhli |

| 22 de julio de 2004 | Uzbekistán   | 1:0 (1:0) | Arabia Saudita | Estadio Sichuan Longquanyi, Chengdu                              |                                                                  |
|                     | Geynrikh 13' |           |                | Asistencia: 22.000 espectadores Árbitro(s): Coffi Codija (Benín) | Asistencia: 22.000 espectadores Árbitro(s): Coffi Codija (Benín) |

| 26 de julio de 2004 | Arabia Saudita    | 1:2 (0:0) | Iraq                    | Estadio Sichuan Longquanyi, Chengdu                                        |                                                                            |
|                     | Al-Montashari 57' |           | Akram 51' · Mahmoud 86' | Asistencia: 15.000 espectadores Árbitro(s): Kwon Jong-Chul (Corea del Sur) | Asistencia: 15.000 espectadores Árbitro(s): Kwon Jong-Chul (Corea del Sur) |

| 26 de julio de 2004 | Turkmenistán | 0:1 (0:0) | Uzbekistán  | Centro de Deportes Olímpicos, Chongqing                            |                                                                    |
|                     |              |           | Kasimov 58' | Asistencia: 34.000 espectadores Árbitro(s): Mohammed Kousa (Siria) | Asistencia: 34.000 espectadores Árbitro(s): Mohammed Kousa (Siria) |

#### Grupo D
| Pos. | Equipo    | Pts. | PJ | G | E | P | GF | GC | Dif. | Clasificación |
| ---- | --------- | ---- | -- | - | - | - | -- | -- | ---- | ------------- |
| 1    | Japón     | 7    | 3  | 2 | 1 | 0 | 5  | 1  | +4   | Segunda Fase  |
| 2    | Irán      | 5    | 3  | 1 | 2 | 0 | 5  | 2  | +3   | Segunda Fase  |
| 3    | Omán      | 4    | 3  | 1 | 1 | 1 | 4  | 3  | +1   |               |
| 4    | Tailandia | 0    | 3  | 0 | 0 | 3 | 1  | 9  | −8   |               |

 Fuente: RSSSF
| 20 de julio de 2004 | Japón        | 1:0 (1:0) | Omán | Centro de Deportes Olímpicos, Chongqing                             |                                                                     |
|                     | Nakamura 33' |           |      | Asistencia: 35.000 espectadores Árbitro(s): Mark Shield (Australia) | Asistencia: 35.000 espectadores Árbitro(s): Mark Shield (Australia) |

| 20 de julio de 2004 | Irán                                         | 3:0 (0:0) | Tailandia | Centro de Deportes Olímpicos, Chongqing                            |                                                                    |
|                     | Enayati 71' · Nekounam 80' · Daei 86' (pen.) |           |           | Asistencia: 37.000 espectadores Árbitro(s): Mohammad Kousa (Siria) | Asistencia: 37.000 espectadores Árbitro(s): Mohammad Kousa (Siria) |

| 24 de julio de 2004 | Omán              | 2:2 (2:0) | Irán                       | Centro de Deportes Olímpicos, Chongqing                                      |                                                                              |
|                     | Al-Hosni 31', 40' |           | Karimi 61' · Nosrati 90+4' | Asistencia: 35.000 espectadores Árbitro(s): Abdul Rahman Al-Delawar (Baréin) | Asistencia: 35.000 espectadores Árbitro(s): Abdul Rahman Al-Delawar (Baréin) |

| 24 de julio de 2004 | Tailandia     | 1:4 (1:1) | Japón                                            | Centro de Deportes Olímpicos, Chongqing                        |                                                                |
|                     | Suksomkit 12' |           | Nakamura 21' · Nakazawa 57', 87' · Fukunishi 68' | Asistencia: 45 000 espectadores Árbitro(s): Fareed Al-Marzouqi | Asistencia: 45 000 espectadores Árbitro(s): Fareed Al-Marzouqi |

| 28 de julio de 2004 | Omán                                    | 2:0 (1:0) | Tailandia | Estadio Sichuan Longquanyi, Chengdu                        |                                                            |
|                     | Vivatchaichok 15' (a.g.) · Al-Hosni 49' |           |           | Asistencia: 13.000 espectadores Árbitro(s): Lu Jun (China) | Asistencia: 13.000 espectadores Árbitro(s): Lu Jun (China) |

| 28 de julio de 2004 | Japón | 0:0 | Irán | Centro de Deportes Olímpicos, Chongqing                             |  |
|                     |       |     |      | Asistencia: 52.000 espectadores Árbitro(s): Mark Shield (Australia) |  |

### Segunda fase
|  | Cuartos de final       | Cuartos de final   |                    |        | Semifinales  | Semifinales  |  |  | Final              | Final |
|  |                        |                    |                    |        |              |              |  |  |                    |       |
|  | Pekín, 30 de julio     |                    |                    |        |              |              |  |  |                    |       |
|  |                        |                    |                    |        |              |              |  |  |                    |       |
|  | China                  | 3                  |                    |        |              |              |  |  |                    |       |
|  | China                  | 3                  | Pekín, 3 de agosto |        |              |              |  |  |                    |       |
|  | Irak                   | 0                  |                    |        |              |              |  |  |                    |       |
|  | Irak                   | 0                  | China              | 1 (4)  |              |              |  |  |                    |       |
|  | Jinan, 31 de julio     |                    | China              | 1 (4)  |              |              |  |  |                    |       |
|  |                        | Irán               | 1 (3)              |        |              |              |  |  |                    |       |
|  | Corea del Sur          | Irán               | 1 (3)              | 3      |              |              |  |  |                    |       |
|  | Corea del Sur          |                    | Pekín, 7 de agosto | 3      |              |              |  |  |                    |       |
|  | Irán                   | 4                  |                    |        |              |              |  |  |                    |       |
|  | Irán                   | 4                  | China              | 1      |              |              |  |  |                    |       |
|  | Chengdu, 30 de julio   |                    | China              | 1      |              |              |  |  |                    |       |
|  |                        | Japón              | 3                  |        |              |              |  |  |                    |       |
|  | Uzbekistán             | Japón              | 3                  | 2 (3)  |              |              |  |  |                    |       |
|  | Uzbekistán             | Jinan, 3 de agosto |                    | 2 (3)  |              |              |  |  |                    |       |
|  | Baréin                 | 2 (4)              |                    |        |              |              |  |  |                    |       |
|  | Baréin                 | 2 (4)              | Baréin             | 3      | Tercer lugar | Tercer lugar |  |  |                    |       |
|  | Chongqing, 31 de julio |                    | Baréin             | 3      |              |              |  |  |                    |       |
|  |                        | Japón (te)         | 4                  |        |              |              |  |  |                    |       |
|  | Japón                  | Japón (te)         | 4                  | 1 (4)  | Irán         | 4            |  |  |                    |       |
|  | Japón                  |                    |                    | 1 (4)  | Irán         | 4            |  |  |                    |       |
|  | Jordania               | 1 (3)              |                    | Baréin | 2            |              |  |  |                    |       |
|  | Jordania               | 1 (3)              |                    |        | 2            |              |  |  |                    |       |
|  |                        |                    |                    |        |              |              |  |  | Pekín, 6 de agosto |       |
|  |                        |                    |                    |        |              |              |  |  |                    |       |

#### Cuartos de final
| 30 de julio de 2004 | Uzbekistán                                          | 2:2 (0:0; 2:2) (t. s.)(3:4 p.) | Baréin                                 | Estadio Sichuan Longquanyi, Chengdu                                        |                                                                            |
|                     | Geynrikh 60' · Shishelov 86'                        |                                | A. Hubail 71', 76'                     | Asistencia: 18.000 espectadores Árbitro(s): Kwon Jong-Chul (Corea del Sur) | Asistencia: 18.000 espectadores Árbitro(s): Kwon Jong-Chul (Corea del Sur) |
|                     |                                                     | Tiros desde el punto penal     |                                        |                                                                            |                                                                            |
|                     | Fyodorov · Djeperov · Geynrikh · Bikmoev · Koshelev |                                | Ali · Juma · Baba · Farhan · A. Hubail |                                                                            |                                                                            |

| 30 de julio de 2004 | China                                               | 3:0 (1:0) | Irak | Estadio de los Trabajadores, Pekín                         |                                                            |
|                     | Hao Haidong 8' · Zheng Zhi 81' (pen.), 90+2' (pen.) |           |      | Asistencia: 60 000 espectadores Árbitro(s): Shamsul Maidin | Asistencia: 60 000 espectadores Árbitro(s): Shamsul Maidin |

| 31 de julio de 2004 | Japón                                                               | 1:1 (1:1; 1:1) (t. s.)(4:3 p.) | Jordania                                                                   | Centro de Deportes Olímpicos, Chongqing                                          |                                                                                  |
|                     | Suzuki 14'                                                          |                                | Shelbaieh 11'                                                              | Asistencia: 52.000 espectadores Árbitro(s): Mohammed Subkhiddin Salleh (Malasia) | Asistencia: 52.000 espectadores Árbitro(s): Mohammed Subkhiddin Salleh (Malasia) |
|                     |                                                                     | Tiros desde el punto penal     |                                                                            |                                                                                  |                                                                                  |
|                     | Nakamura · Alex · Fukunishi · Nakata · Suzuki · Nakazawa · Miyamoto |                                | Abu Zema · Al-Awadat · Aqel · Al-Shboul · Ibrahim · Al-Zboun · Bani Yaseen |                                                                                  |                                                                                  |

| 31 de julio de 2004 | Corea del Sur                                          | 3:4 (2:2) | Irán                                           | Centro Deportivo, Jinan                                          |                                                                  |
|                     | Seol Ki-hyeon 16' · Lee Dong-Gook 25' · Kim Nam-Il 68' |           | Karimi 10', 20', 77' · Park Jin-sub 51' (a.g.) | Asistencia: 20 000 espectadores Árbitro(s): Saad Kamil Al-Fadhli | Asistencia: 20 000 espectadores Árbitro(s): Saad Kamil Al-Fadhli |

#### Semifinales
| 3 de agosto de 2004 | Baréin                        | 3:4 (1:0, 3:3) (t. s.) | Japón                                       | Centro Deportivo, Jinan                                    |                                                            |
| 18:00               | A. Hubail 7', 71' · Naser 85' | Reporte                | Nakata 48' · Tamada 55', 93' · Nakazawa 90' | Asistencia: 32 000 espectadores Árbitro(s): Shamsul Maidin | Asistencia: 32 000 espectadores Árbitro(s): Shamsul Maidin |

| 3 de agosto de 2004 | China                                                          | 1:1 (1:1, 1:1) (t. s.)(4:3 p.) | Irán                                                 | Estadio de los Trabajadores, Pekín                      |                                                         |
| 20:00               | Shao Jiayi 18'                                                 | Reporte                        | Alavi 38'                                            | Asistencia: 55 000 espectadores Árbitro(s): Talaat Najm | Asistencia: 55 000 espectadores Árbitro(s): Talaat Najm |
|                     |                                                                | Tiros desde el punto penal     |                                                      |                                                         |                                                         |
|                     | Zheng Zhi · Zhao Junzhe · Li Xiaopeng · Sun Xiang · Shao Jiayi |                                | Daei · Mahdavikia · Nekounam · Mobali · Golmohammadi |                                                         |                                                         |

#### Tercer lugar
| 6 de agosto de 2004 | Irán                                            | 4:2 (1:0) | Baréin                  | Estadio de los Trabajadores, Pekín                             |                                                                |
| 20:00               | Nekounam 9' · Karimi 52' · Daei 80' (pen.), 90' | Reporte   | Yousef 48' · Farhan 57' | Asistencia: 10 000 espectadores Árbitro(s): Fareed Al-Marzouqi | Asistencia: 10 000 espectadores Árbitro(s): Fareed Al-Marzouqi |

#### Final
| 7 de agosto de 2004 | China       | 1:3 (1:1) | Japón                                     | Estadio de los Trabajadores, Pekín                               |                                                                  |
| 20:00               | Li Ming 31' | Reporte   | Fukunishi 22' · Nakata 65' · Tamada 90+1' | Asistencia: 62 000 espectadores Árbitro(s): Saad Kamil Al-Fadhli | Asistencia: 62 000 espectadores Árbitro(s): Saad Kamil Al-Fadhli |

|                           |
| Bandera de Japón          |
| Campeón Japón 3.er título |

## Estadísticas

### Tabla general

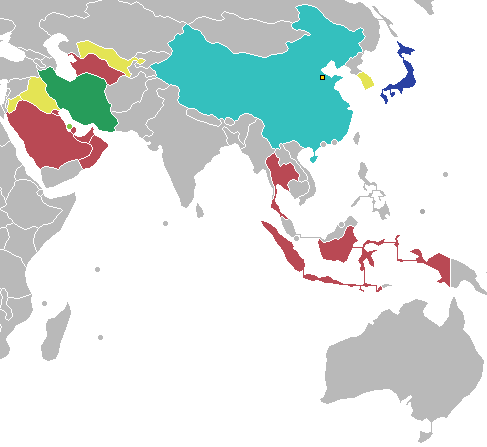
Mapa de los resultados

| Equipo | Equipo                 | Pts | PJ | PG | PE | PP | GF | GC | Dif | Rend  |
| ------ | ---------------------- | --- | -- | -- | -- | -- | -- | -- | --- | ----- |
| 1      | Japón                  | 14  | 6  | 4  | 2  | 0  | 13 | 6  | +7  | 77,7% |
| 2      | China                  | 11  | 6  | 3  | 2  | 1  | 13 | 6  | +7  | 61,1% |
| 3      | Irán                   | 12  | 6  | 3  | 3  | 0  | 14 | 8  | +6  | 66,6% |
| 4      | Baréin                 | 6   | 6  | 1  | 3  | 2  | 13 | 14 | -1  | 33,3% |
| 5      | Uzbekistán             | 10  | 4  | 3  | 1  | 0  | 5  | 2  | +3  | 83,3% |
| 6      | Corea del Sur          | 7   | 4  | 2  | 1  | 1  | 9  | 4  | +5  | 58,3% |
| 7      | Jordania               | 6   | 4  | 1  | 3  | 0  | 3  | 1  | +2  | 50,0% |
| 8      | Irak                   | 6   | 4  | 2  | 0  | 2  | 5  | 7  | -2  | 50,0% |
| 9      | Omán                   | 4   | 3  | 1  | 1  | 1  | 4  | 3  | +1  | 44,4% |
| 10     | Kuwait                 | 3   | 3  | 1  | 0  | 2  | 3  | 7  | -4  | 33,3% |
| 11     | Indonesia              | 3   | 3  | 1  | 0  | 2  | 3  | 9  | -6  | 33,3% |
| 12     | Turkmenistán           | 1   | 3  | 0  | 1  | 2  | 4  | 6  | -2  | 11,1% |
| 13     | Arabia Saudita         | 1   | 3  | 0  | 1  | 2  | 3  | 5  | -2  | 11,1% |
| 14     | Catar                  | 1   | 3  | 0  | 1  | 2  | 2  | 4  | -2  | 11,1% |
| 15     | Emiratos Árabes Unidos | 1   | 3  | 0  | 1  | 2  | 1  | 5  | -4  | 11,1% |
| 16     | Tailandia              | 0   | 3  | 0  | 0  | 3  | 1  | 9  | -8  | 0,0%  |

### Goleadores
5 goles
- A'ala Hubail
- Ali Karimi

4 goles
- Lee Dong-gook

3 goles
- Shao Jiayi
- Zheng Zhi
- Ali Daei
- Yuji Nakazawa
- Keiji Tamada
- Amad Al-Hosni

2 goles
- Husain Ali
- Mohamed Hubail
- Talal Yousef
- Hao Haidong
- Li Ming
- Javad Nekounam
- Takashi Fukunishi
- Shunsuke Nakamura
- Koji Nakata
- Ahn Jung-hwan
- Yasser Al-Qahtani
- Begençmuhammet Kuliyev
- Alexander Geynrikh
- Mirjalol Qosimov

1 gol
- Saleh Farhan
- Duaij Naser
- Li Jinyu
- Li Yi
- Xu Yunlong
- Elie Aiboy
- Ponaryo Astaman
- Budi Sudarsono
- Mohammad Alavi
- Reza Enayati
- Mohammad Nosrati
- Nashat Akram
- Razzaq Farhan
- Younis Mahmoud
- Hawar Mulla Mohammed
- Qusay Munir
- Takayuki Suzuki
- Anas Al-Zboun
- Khaled Saad
- Mahmoud Shelbaieh
- Cha Du-ri
- Seol Ki-hyeon
- Kim Nam-il
- Bashar Abdullah
- Bader Al-Mutawa
- Magid Mohamed
- Wesam Rizik
- Hamad Al-Montashari
- Sutee Suksomkit
- Nazar Bayramov
- Vladimir Bayramov
- Mohamed Rashid
- Vladimir Shishelov

Autogoles
- Park Jin-sub (ante Irán)
- Rangsan Viwatchaichok (ante Omán)
- Basheer Saeed (ante Kuwait)

### Jugadores con tres o más goles en un partido
| Pos. | Jugador    | Goles | Fecha               | Local         | Resultado | Visitante | Reporte          |
| ---- | ---------- | ----- | ------------------- | ------------- | --------- | --------- | ---------------- |
| 1    | Ali Karimi | 3     | 31 de julio de 2004 | Corea del Sur | 3-4       | Irán      | Cuartos de final |

## Premios

### Mejor jugador
| Jugador           | Selección |
| ----------------- | --------- |
| Shunsuke Nakamura | Japón     |

### Equipo de las Estrellas
| Porteros             | Defensas                                   | Centrocampistas                                       | Delanteros                               |
| -------------------- | ------------------------------------------ | ----------------------------------------------------- | ---------------------------------------- |
| Yoshikatsu Kawaguchi | Tsuneyasu Miyamoto Yuji Nakazawa Zheng Zhi | Shunsuke Nakamura Shao Jiayi Zhao Junzhe Talal Yousef | Ali Karimi Mehdi Mahdavikia A'ala Hubail |

## Mercadeo
- Balón oficial: Adidas Roteiro
- Mascota oficial: Bei Bei
- Canción oficial: 宣言 (Declaration) (en inglés: Take Me To The Sky) de Tiger Hu.[1][2]